# Smaltjärnen, Värmland
Smaltjärnen är en sjö i Torsby kommun i Värmland och ingår i Göta älvs huvudavrinningsområde. Smaltjärnen ligger i Åskakskölen Natura 2000-område.